# 愛知学院大学
愛知学院大学（あいちがくいんだいがく、英語: Aichi Gakuin University）は、愛知県日進市岩崎町阿良池12に本部を置く日本の私立大学。1876年創立、1953年大学設置。略称は愛院大・アイガク。

## 概説

### 大学全体
1876年（明治9年）5月、日本の伝統仏教宗派の一つである曹洞宗により曹洞宗専門支校として創立された教育機関を源流としている。そのため、同じ曹洞宗が創設した駒澤大学や東北福祉大学、鶴見大学とは姉妹校である。曹洞宗の学問所（僧侶による院）としての「寺院」から学園ではなく「学院」と名乗った。
キャンパスは、愛知県日進市（文学部、心理学部、総合政策学部、健康科学部）と名古屋市千種区（薬学部・歯学部・短期大学部）、北区（商学部・経営学部・経済学部・法学部）にある。10学部16学科、短期大学部1学科、大学院8研究科、歯学部附属病院（末盛キャンパス）を有し、総数約12,000名の学生が学ぶ総合大学である。
体育会は広大なキャンパスを活用し、愛知大学野球連盟1部リーグにおいて春秋通算47回の優勝を飾っている硬式野球部の他、バレーボール部、剣道部、サッカー部、相撲部など、多数の強豪クラブが活動している。また、「全国社長の出身大学」（東京商工リサーチ）では愛知県1位、全国18位であり、社長や起業家が多い大学としても知られている。また、1961年に設置された歯学部は国公立も含めて愛知県内唯一の存在として中部地区の歯科医療・歯科研究の中心となっており、名古屋市と連携した取組を実施している他、全国の歯科大学と連携した宇宙歯学研究部門を設置している。

### 校訓
行学一体・報恩感謝
行学一体とは、人間形成と知識を磨くことは一体であり、単に知的な理解だけに満足しないで、進んで身心を傾けて真に身についた学問を体得して人間的に立派になることをめざす修学態度のことである。
報恩感謝とは、親の恩、師の恩、友の恩をはじめ、天地自然の多くの恵みや地上の生きものすべてから恩恵を受け生かされていることを自覚し、限りない恩に報いるべく社会のために尽くさなければならないということである。
これら禅教育を基とした社会人の養成を使命としている。

## 沿革
- 1953年：開学、商学部商学科を設置[6]。
- 1957年：法学部法律学科を設置[6]。
- 1961年：歯学部歯学科を設置[6]。
- 1962年：商学部経営学科を増設、歯科技工士学校を設置[6]。
- 1968年：愛知学院大学歯科衛生士学院を開校[6]。
- 1970年：文学部（宗教学科、心理学科）を設置[6]。
- 1974年：日進キャンパス開設。文学部に歴史学科を設置。大学院修士課程文学研究科（宗教学仏教学専攻、心理学専攻）を設置[6]。
- 1976年：大学院博士課程文学研究科（宗教学仏教学専攻、心理学専攻）を設置[6]。
- 1978年：大学院修士課程文学研究科に歴史学専攻を増設[6]。
- 1980年：大学院博士課程文学研究科に歴史学専攻を増設[6]。
- 1984年：愛知学院大学歯科技工士学校、愛知学院大学歯科衛生士学院を、それぞれ愛知学院大学歯科技工専門学校、愛知学院大学歯科衛生専門学校へ改称[6]。
- 1986年：文学部に国際文化学科を増設[6]。
- 1988年：文学部に日本文化学科を増設[6]。
- 1990年（平成2年）：商学部経営学科を経営学部経営学科に改組、大学院文学研究科に英語圏文化専攻修士課程を増設、大学院法学研究科私法学専攻を法律学専攻へ改称[6]。
- 1991年：留学生別科を設置[6]。
- 1992年：大学院文学研究科に英語圏文化専攻博士課程、大学院修士課程文学研究科に日本文化専攻修士課程。愛知学院短期大学英語科増設[6]。
- 1993年：大学院経営学研究科経営学専攻修士課程増設[6]。
- 1994年：大学院文学研究科に日本文化専攻博士課程を増設。大学院経営学研究科経営学専攻博士課程増設[6]。
- 1998年：情報社会政策学部情報社会政策学科を設置[6]。
- 1999年：楠元学舎第1号館が登録有形文化財に登録される[7]。
- 2001年：商学部に産業情報学科を増設、経営学部国際経営学科増設。短期大学部文科を人間文化学科へ改称[6]。
- 2002年：法学部現代社会法学科を増設、大学院総合政策研究科総合政策専攻博士（前期・後期）課程設置[6]。
- 2003年：栄サテライトセンター開設[6]。大学院の商学研究科・経営学研究科・法学研究科を日進キャンパスより移転。文学部心理学科を改組し、心身科学部心理学科を設置[6]。
- 2004年：心身科学部健康科学科を増設[6]。
- 2005年：薬学部医療薬学科を設置。大学院法務研究科法務専攻専門職学位課程（法科大学院）を設置[6]。
- 2006年：薬学部医療薬学科を6年制に移行、情報社会政策学部情報社会政策学科を総合政策学部総合政策学科へ改称、短期大学部歯科衛生学科を増設、大学院文学研究科心理学専攻を心身科学研究科心理学専攻に改組[6]。
- 2008年：心身科学部健康栄養学科を増設[6]。
- 2009年：大学院薬科学研究科薬科学専攻修士課程を設置[6]。
- 2012年：薬学研究科医療薬学専攻博士課程を設置[6]。
- 2013年：経済学部経済学科を設置[6]。
- 2014年：名城公園キャンパスを開設し、商学部、経営学部、経済学部を日進キャンパスより移転[6]。
- 2016年：法科大学院の学生募集を停止[6]。
- 2017年：留学生別科の学生募集を停止[6]。
- 2020年（令和2年）：法学部を名城公園キャンパスへ移転[6]。愛知医科大学と包括連携協定を締結[8]。
- 2022年（令和4年）：心理学部心理学科を設置。（これに伴い心身科学部心理学科は募集停止）
- 2023年（令和5年）：心身科学部健康科学科および健康栄養学科を健康科学部健康科学科および健康栄養学科へ改称

## 学部
- 文学部
  - 歴史学科
  - 英語英米文化学科
  - 日本文化学科
  - グローバル英語学科
  - 宗教文化学科
- 心理学部
  - 心理学科
- 健康科学部

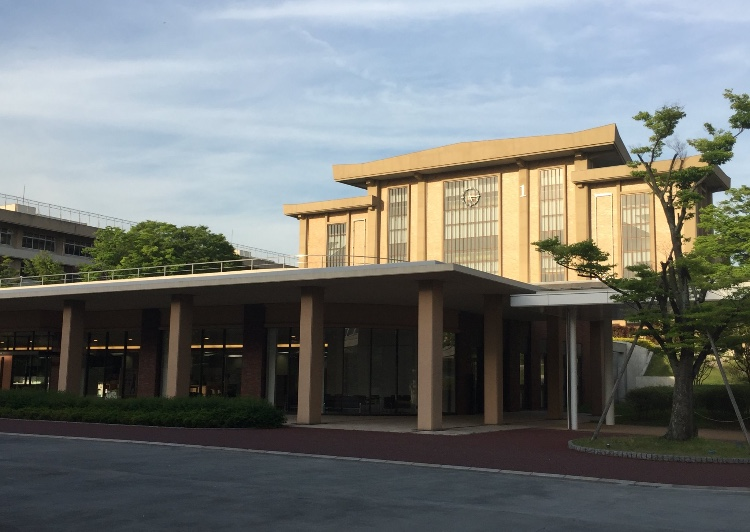
日進キャンパス（手前から、教学センター・１号館）

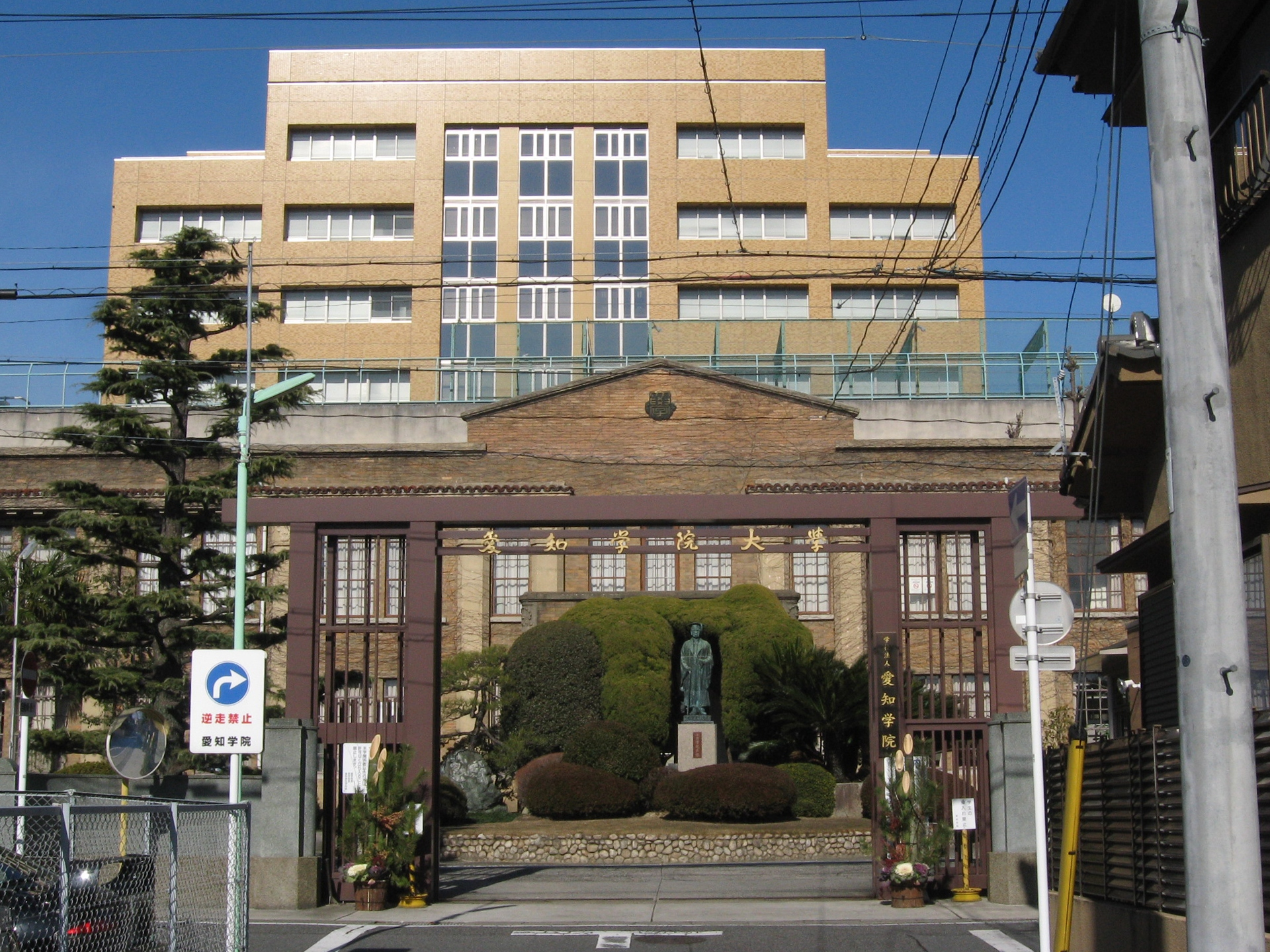
楠元キャンパス（手前から、正門・法人本部棟・薬学部棟）

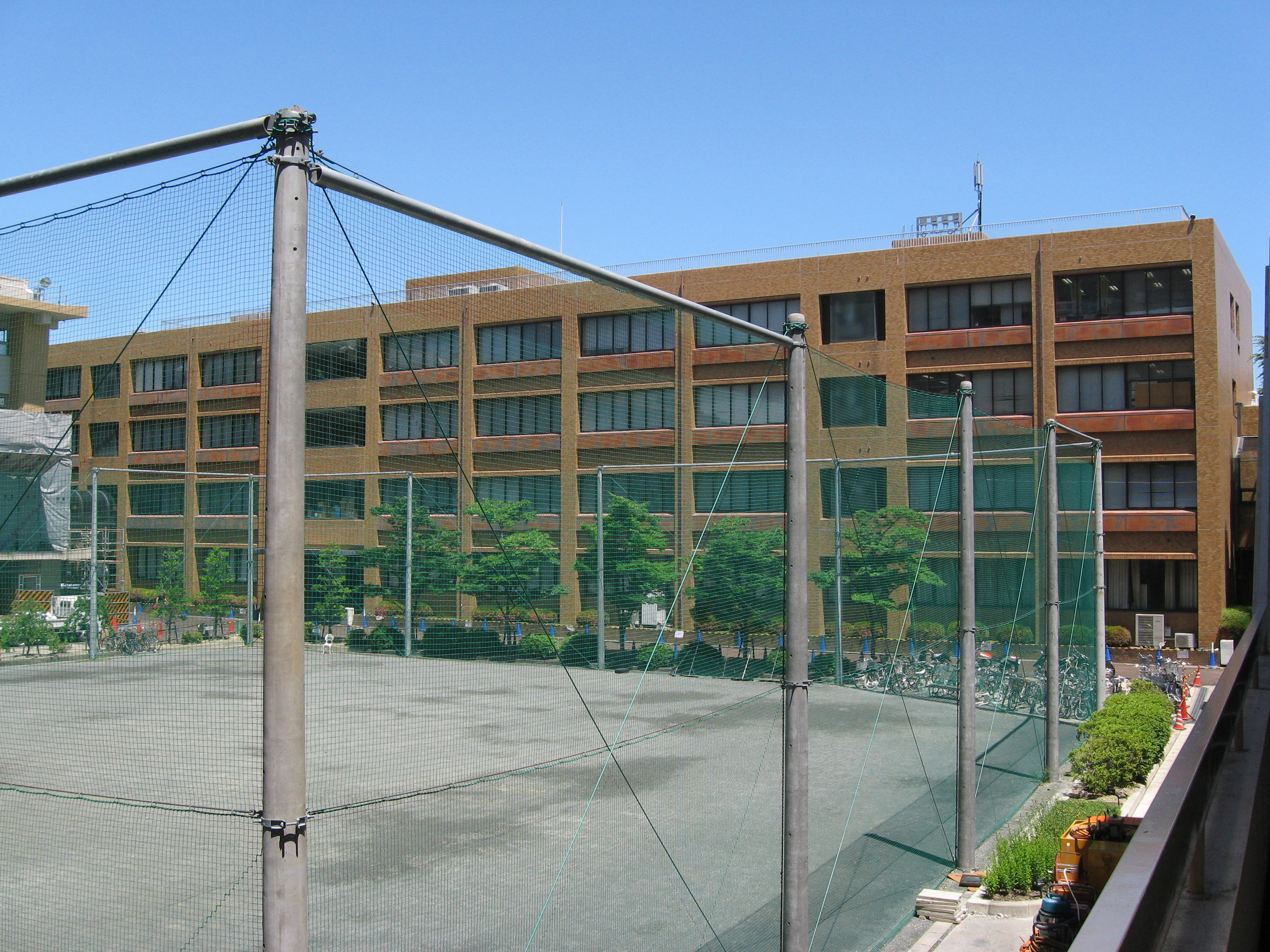
楠元キャンパス（歯学部棟とグラウンド）

  - 健康科学科（スポーツ科学コース／ 養護教諭コース／言語聴覚士コース）
  - 健康栄養学科
- 商学部
  - 商学科
- 経営学部
  - 経営学科
- 経済学部
  - 経済学科
- 法学部
  - 法律学科
  - 現代社会法学科
- 総合政策学部
  - 総合政策学科
- 薬学部
  - 医療薬学科
- 歯学部
  - 歯学科

## 大学院
- 文学研究科
  - 宗教学仏教学専攻
  - 歴史学専攻
  - 英語圏文化専攻
  - 日本文化専攻
- 心身科学研究科
  - 心理学専攻
  - 健康科学専攻
- 商学研究科
  - 商学専攻
- 経営学研究科
  - 経営学専攻
- 法学研究科
  - 法律学専攻
- 総合政策研究科
  - 総合政策専攻
- 歯学研究科
- 薬学研究科
  - 医療薬学専攻

## 付属研究所
- 禅研究所
- 宗教法制研究所
- 人間文化研究所
- 国際研究センター
- 語学研究所
- 産業研究所
- 流通科学研究所
- 経営管理研究所
- 口腔先端科学研究所
- 医療生命薬学研究所

## 付属施設

### 図書館情報センター
日進キャンパス内にあり、通常の図書館としての役割のほか、展示室・情報検索コーナー・視聴覚学習センターなどが設けられている。蔵書数は和漢書が約54万冊、洋書が約23万冊で、計約77万冊、所蔵雑誌は和洋合わせて約8000種である。他、正眼寺文書・平田寺文書・福厳寺文書・可睡斎文書・妙応寺文書・雲興寺文書・龍泰寺文書など、寺院関係の文書を多く所蔵している。
楠元キャンパスには、蔵書数約13万冊の「愛知学院大学歯学・薬学図書館情報センター」がある。

#### CAN私立大学コンソーシアム
中部大学、愛知学院大学、南山大学の3校の図書館で結成された図書館活動のコンソーシアム。加盟する3大学の学生、教職員はそれぞれの図書館を紹介状なしで自由に利用でき、資料を借りることができる。

### 情報処理教育センター（ECIP）
日進キャンパス9号館および14号館にあり、16の教室に約1000台のコンピューターが設置されている。すべて高性能のサーバー群にLAN接続され、一つの教育システムを構成しており、教室間で合同授業や遠隔地間協働の擬似体験学習ができる。授業のほかにも学生個人で、プログラミング言語の自習、アプリケーション・ソフトウェアを使ってのデータ処理やデータ解析、ブラウザやe-mailによる情報収集や情報交換などに利用できる。

### 保健センター
日進キャンパス内にあり、医師から内科・外科・歯科にかかる健康相談を無料で受けることができる。予約制であるが女性健康相談・精神衛生相談も可能である。

### 歯学部歯科資料展示室
歯科に関わる大学博物館。

## 学生生活

### 大学祭
大学祭の名称は「愛学祭」で、例年10月下旬に実施される。

### クラブ・サークル活動
スポーツ
- 硬式野球部は、愛知大学野球連盟に所属し、リーグ戦最多となる47回の優勝実績がある（2024年現在）。全日本大学選手権準優勝1回（1973年：第22回大会）、明治神宮大会優勝1回（1991年：第22回大会）・準優勝1回（2011年：第42回大会）の戦績がある。
- 男子バレーボール部は、西日本インカレ優勝4回の戦績がある（2024年現在）。

## 各キャンパス・交通アクセス

### 日進キャンパス（文学部・心理学部・健康科学部・総合政策学部）
交通アクセス

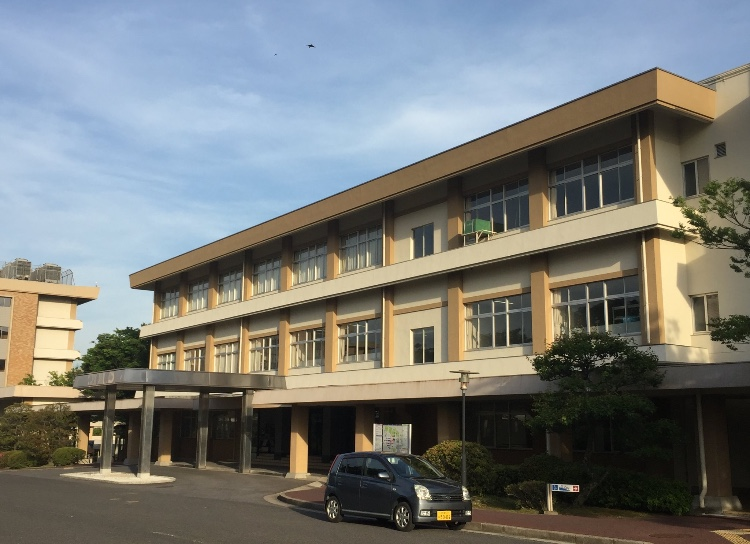
大学本部棟

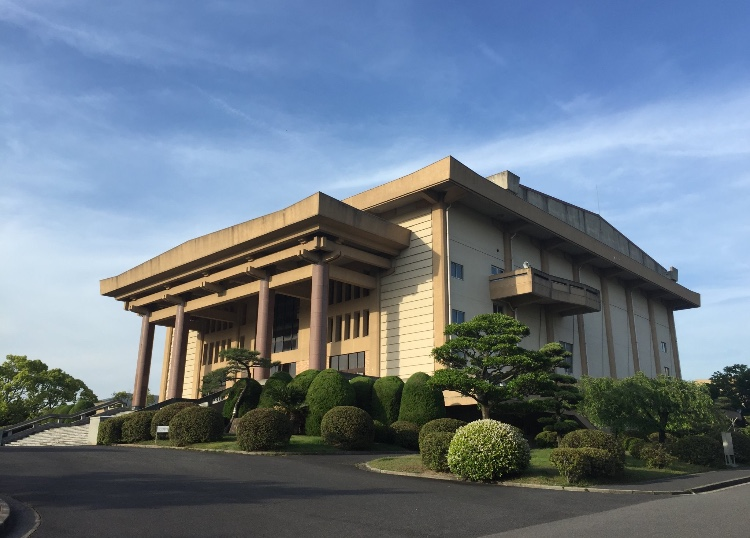
100周年記念講堂

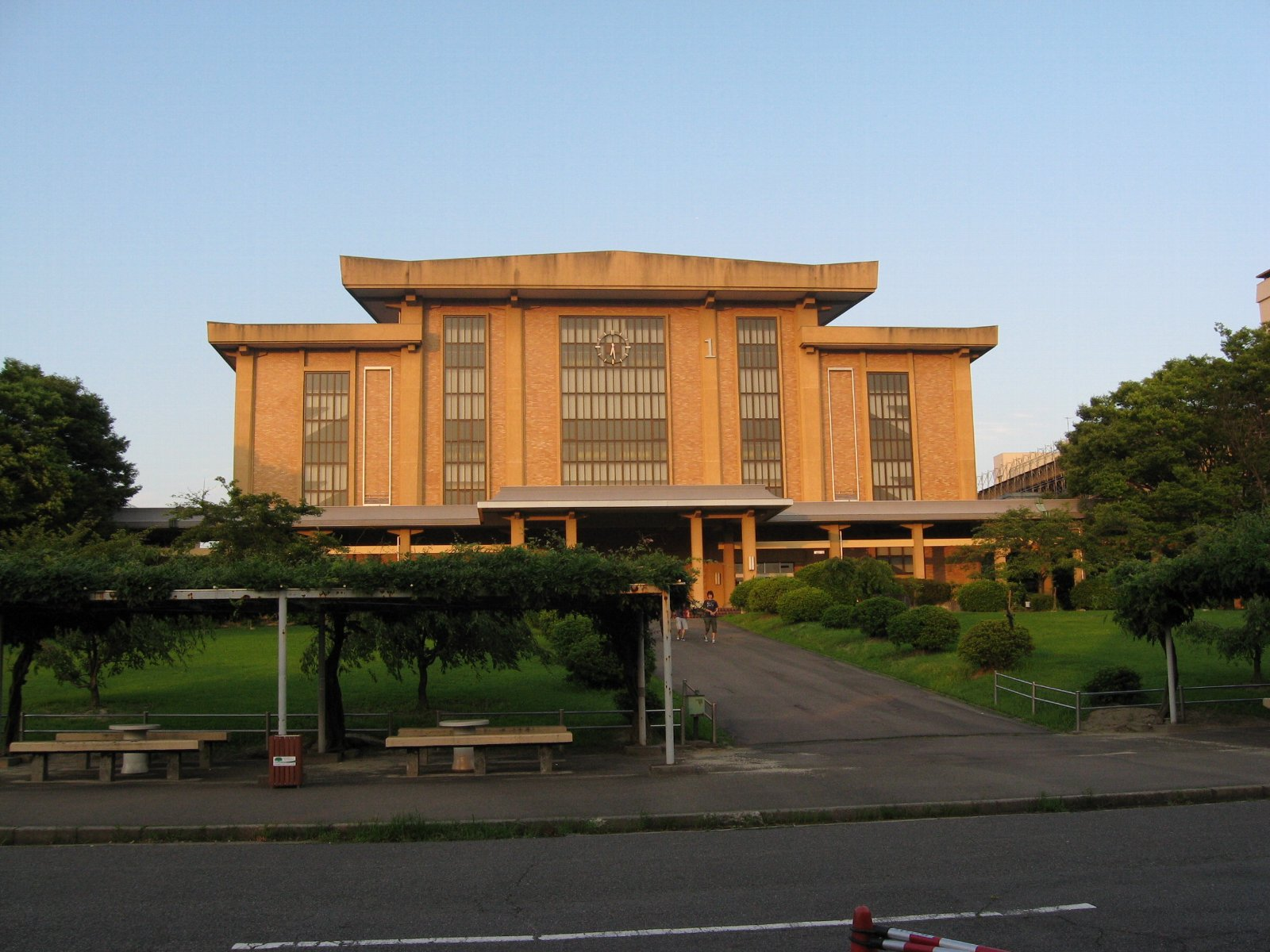
教学センター建設以前の１号館

- 名鉄バス「愛知学院大学前」「愛知学院大学東」「愛知学院大学西」「竹の山1丁目」下車。
- 自動車・バイクでの通学も許可されており、学生用の駐車場が自動車1900台、バイク700台分用意されている。

### 楠元キャンパス（歯学部・薬学部・短期大学部歯科衛生学科）
交通アクセス
- 名古屋市営地下鉄東山線・名城線本山駅1番出口から徒歩約10分。

### 末盛キャンパス（歯学部附属病院）
交通アクセス
- 名古屋市営地下鉄東山線覚王山駅（2番出口）から徒歩約5分。
- 2023年8月、歯学部5・6年生の新たな学習拠点として「臨床教育研究棟」が竣工。大講堂やセミナー室、図書館、臨床系教員の研究室の他、6年生の専用の個別学習室も備える。

### 栄サテライト
交通アクセス
- 名古屋市営地下鉄東山線・名城線栄駅（8番出口）より徒歩約2分、中日ビル11階
- 中日ビルの建て替えに伴い廃止

### 名城公園キャンパス（商学部・経営学部・経済学部・法学部）
交通アクセス
- 名古屋市営地下鉄名城線名城公園駅（2番出口）より徒歩1分[10]。
- 名鉄瀬戸線東大手駅より徒歩9分[11]。
- 名古屋市営バス「名城公園」「名城町」下車。

## 名城公園キャンパス開設まで
名城公園キャンパスは2014年4月から利用が開始された。開設予定地の土地について在名古屋中国総領事館も取得に向けた動きを取ったことに加えて、日本と中国の外交関係の悪化も影響して、実際に利用開始に至るまでには様々な動きがあった。
2010年5月30、名古屋市北区名城の名城住宅（国家公務員宿舎）跡地に経済学部の新設と日進キャンパスにある商学部・経営学部の移設を目指していることが報道された。ただし同日時点、愛知学院大学サイドは「まだ検討中」としていた。またこの土地には、在名古屋中国総領事館が取得を目指しており、「今後調整が必要」とされた。
その後、2012年度ないしは2013年度に校舎を建設し、2014年度の新設と移設を目標とすることが報じられた。新キャンパスでの方針として、周辺の商店街などと連携して地域通貨の社会実験や空き店舗を学生に開放し活用するなどの地域活性化を進めていく。その他それまで分散していたビジネス関係の研究所の統合、IT関連の企業育成、社会人向けの大学院教育、行政および民間シンクタンクとの研究協力を行っていく予定。新キャンパスは学生・教員併せて2000人ほどの規模になり、建物は名古屋城周辺の景観を損なわないように配慮（高さは9～10階ほど）するとしながらも、名古屋城を一望できるレストランも建設され、キャンパス自体も観光客に開放していく構想であった。なお、在名古屋中国総領事館も同所取得に動くことが決まったため、分割して取得することは濃厚になったものの、分割場所の詳細はこの時点ではまだ決まっていなかった。
しかしながら、今秋にも売却契約が成立する予定であったものの、尖閣諸島問題で日中両国関係がこじれたことで契約決定が遅れているという連絡が東海財務局よりあったことを明らかにしており、2011年3月に年度内の売却を断念したことを両サイドに伝えたものの、かねてから年度内売却を要求していた愛知学院大学サイドの要求に応じ、先行して名城公園駅に近い約23000平方キロメートルを売却することに決めた。ただし、旧・名古屋市交通局名城工場に近い中国総領事館（約8000キロ平方キロメートル）への売却は、河村たかし名古屋市長と大村秀章愛知県知事が連合して外務省・財務省に売却凍結を求めていたため、2016年に売却をしない事となった。
同年9月30日、学校法人愛知学院は、東海財務局と土地の売買契約を締結した。北区名城にある31000平方キロメートルの跡地のうち、北側の23000平方キロメートルを39億円で購入する。名称はこの時点で「名城公園キャンパス」に決定。既存の経営学部と商学部、2013年度より新設の経済学部の3学部を配置、2年生以上が通い、学生数は2500人程度となる。
名城公園キャンパスは2014年3月24日に竣工し、当初の目標通り同年4月から利用が開始された。
名城公園キャンパスの本部棟となる「アガルスタワー」は地上10階・地下1階の建物であり、10階建て高層棟の3階に座禅室が設けられている。図書館、食堂は一般開放され、講堂「キャッスルホール」では学会、講演会以外の市民向け講座も行われる。都市再生プロジェクトの下で計画が進められているため、付近住民も含めた市民にも広く開放されるキャンパスになり、3学部以外にも市民向けの講座を行い、かつ学内に広場を設け、学習・交流・活動の拠点として活用される。
名古屋市北区は2013年10月11日、愛知学院大学と連携協定を締結。さらに2018年6月15日、災害時に名城公園キャンパスを避難者の受け入れや治療に開放してもらう協定を結んだ。

## 系列校
- 学校法人愛知学院
  - 愛知学院大学短期大学部（歯科衛生学科1科のみの短大）
  - 愛知中学校・高等学校